# On & On

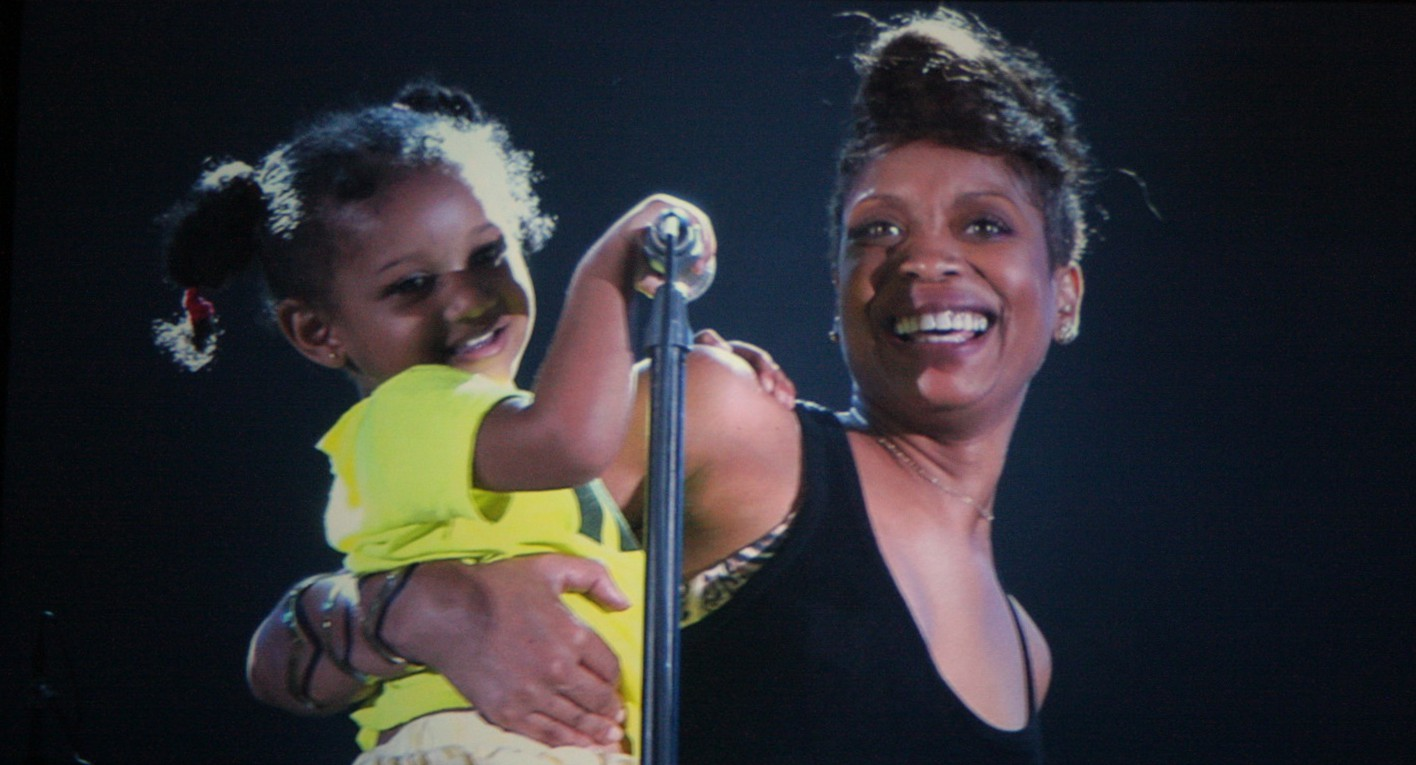
Erykah Badu e la figlia Mars Merkaba Thedford cantano On & On al Festival Umbria Jazz 2012, a Perugia

On & On è un singolo R&B della cantautrice statunitense Erykah Badu, scritto dalla stessa interprete con JaBorn Jamal e prodotto da quest'ultimo insieme a Bob Powers, per l'album d'esordio della cantante, Baduizm.
Il brano è stato pubblicato all'inizio del 1997 come singolo apripista del disco e come primo singolo dell'artista: ha raggiunto la vetta della Billboard's Hot R&B Singles & Tracks ed è entrato nella top20 della Billboard Hot 100, diventando disco d'oro. La canzone ha vinto numerosi premi, tra i quali un Grammy Award come Best Female R&B Vocal Performance.

## Video musicale
Il videoclip della canzone è stato diretto dall'allora quasi esordiente Paul Hunter e dalla cantante stessa, e si differenzia parecchio sia dalla videografia del regista che dalla maggior parte dei video in circolazione.
Il video si ispira vagamente alla storia di Cenerentola e al film Il colore viola, e si apre con una semisoggettiva eseguita con steadicam e gru che segue l'artista, accompagnata da una scritta che appare sullo schermo introducendo "A Story by Erykah Badu" (presente in quasi tutti i suoi video, ogni volta con caratteri diversi a seconda dello stile del video), e dall'audio di Afro (freestyle skit), un brano musicale proveniente da Baduizm; la cantante cammina in aperta campagna dove razzolano polli e personaggi in vari abiti le camminano a fianco, in una giornata di pieno sole e ricca di infiorescenze di pioppo nell'aria, e si dirige verso un filo per stendere il bucato.
Successivamente si appresta ad entrare in una casa di legno che si disloca su un solo piano, da cui esce una coppia, di cui la donna ordina qualcosa alla cantante in tono perentorio, seguiti da una ragazza che le fa la linguaccia: questi personaggi si dirigono con probabilità all'appuntamento domenicale religioso, e sono una sorta di famiglia di Cenerentola. Una volta varcata la porta, lo scenario che si presenta è quello di una casa completamente sottosopra, con vari bambini che giocano e addirittura un pollo che cammina su un tavolo; a questo punto viene mostrato il viso dell'artista, la quale sbatte con violenza la porta d'ingresso, e inizia l'audio di On & On. La protagonista si accinge quindi a sbrigare varie faccende, tra cui legare una mucca al portico, riordinare la casa, pettinare una bambina, e stendere nuovamente il bucato, quando un cane le ruba un panno. A questo punto la cantante lo insegue per tutta la casa, finché non inciampa sull'uscita che dà sul retro, finendo col viso in una pozza di fango tra balle di paglia; Erykah continua a cantare nel fango finché si trasferisce in casa per pulirsi e prepararsi per la sua performance canora.
La scena successiva si svolge in una sorta di locale semiclandestino per afroamericani durante i primi del '900, dove Erykah appare con un vestito e un turbante verdi ricavati dalle tovaglie di casa; e infatti la madre/matrigna presente tra il pubblico riconosce le sue stoffe. Con questo video Badu fa conoscere il look tipico dei suoi primi anni di carriera, in cui i lunghi turbanti che nascondono i capelli sono elementi tipici.

## Successo commerciale
Il singolo è entrato nella Billboard Hot 100 direttamente in top40, al numero 33, il 25 gennaio 1997; durante la sua terza settimana di presenza in classifica, l'8 febbraio 1997, è già entrato in top20, precisamente al numero 15, e durante la quinta settimana ha raggiunto la sua posizione più alta, la numero 12. Il singolo ha passato 19 settimane nella Hot 100, ed è stato classificato alla posizione numero 83 nella lista di fine anno dei singoli di maggior successo. Il successo nella classifica, sempre Billboard, R&B/Hip-Hop Airplay è stato più grande: entrato direttamente in top10 al numero 7, il brano ha raggiunto il numero 1 durante la sua terza settimana di presenza in classifica, rimanendovi per due settimane consecutive. On & On ha speso ben 31 settimane nella classifica R&B, ed è arrivato alla posizione numero 9 nella classifica dei 100 maggiori successi R&B/Hip-hop del 1997. Nel Regno Unito il singolo è arrivato alla dodicesima posizione proprio come negli States, e resta finora la posizione più alta mai raggiunta nelle classifiche britanniche da un singolo di Erykah Badu.

## Riconoscimenti
Il singolo d'esordio della Badu ha fatto incetta di premi e nomination quasi ovunque. Ai Grammy Awards del 1998 è riuscito a vincere nella categoria Best Female R&B Vocal Performance, quando Baduizm ha vinto come Best R&B Album, regalando alla cantautrice due Grammy nello stesso anno grazie al suo debutto. Ai Soul Train Music Award la canzone ha trionfato in addirittura due categorie, Favorite Female Soul/R&B Single e Favorite New R&B/Soul or Rap New Artist, mentre ai Lady of Soul Awards non ha vinto nulla, pur essendo nominata in tre categorie: Favorite Female Solo Single, Best R&B/Soul or Rap Song of the Year e Best New R&B/Soul or Rap New Artist.
Il videoclip del singolo è l'unico della cantante ad essere mai stato nominato finora agli MTV Video Music Awards, nelle categorie Best Female Video e Best R&B Video.
La webzine Pitchfork ha inserito la canzone nella lista delle 200 migliori tracce degli anni 1990, per la precisione al numero 78, definendo il suo stile "una miscela di beat hip-hop acustici e spontanei, e di voce blues e classica", e paragonando Badu a Billie Holiday e Nina Simone.
Slant ha collocato il brano al numero 46 tra i 100 migliori degli anni '90, definendolo "sonoricamente introspettivo come il suo creatore, una donna [...] che sembra stia ancora nascondendo più di quello che sta rivelando."
La rivista Spin ha collocato il brano alla posizione numero 15 (in ex aequo con Brown Sugar di D'Angelo) nella lista dei migliori brani degli anni 1990.

## Tracce
1. On & On (Clean Version) - 3:50
2. On & On (Album Version) - 3:50
3. On & On (Acapella) - 3:50
4. On & On (Instrumental) - 3:49
5. On & On (Album Snippets) - 5:07

## Classifiche
| Classifica (1997)                                 | Posizione |
| ------------------------------------------------- | --------- |
| Nuova Zelanda                                     | 44        |
| Regno Unito                                       | 12        |
| U.S. Billboard Hot 100                            | 12        |
| U.S. Billboard Hot 100 Airplay                    | 58        |
| U.S. Billboard Hot Singles Sales                  | 7         |
| U.S. Billboard Hot R&B/Hip-Hop Singles & Tracks   | 1         |
| U.S. Billboard Hot R&B/Hip-Hop Airplay            | 1         |
| U.S. Billboard Hot R&B/Hip-Hop Singles Sales      | 2         |
| U.S. Billboard Hot Dance Music/Maxi-Singles Sales | 1         |
| U.S. Billboard Rhythmic Top 40                    | 23        |